# Valea Izinelor

Ţara Făgăraşului

Valea Izinelor este  numele generic dat unei zone etnografice din Țara Făgărașului care cuprinde arealul așezărilor Viștea de Jos și Viștea de Sus din județul Brașov fiind străbătută de apele râurilor Viștea, Viștea Mare și Viștișoara.

## Literatură
- Funariu, Ioan: Românii de pe Valea Izinelor (Les Roumains de la Vallée Izine). Făgăraș, Ed. Negru Vodă, 1999, 103 p.